# Pleasant Dreams
Pleasant Dreams (с англ. — «Приятные мечты») — шестой студийный альбом группы Ramones, выпущенный в 1981 году звукозаписывающей компанией Sire Records.
«The KKK Took My Baby Away» рассказывает реальную историю о том, как однажды на автозаправочной станции группа неизвестных затолкнула в фургон и похитила подружку Джоуи: «Мы пытались разыскать её, но с тех пор я больше никогда о ней не слышал».
Пластинка достигла 58-го места в чартах журнала Billboard и 35-го в шведском хит-параде. Он был неодобрительно принят гитаристом группы Джонни Рамоном, так как он считал его слишком слащавым.
На обложке данной пластинки впервые не изображены члены группы.
Альбом стал золотым в Аргентине в 1993 году (продано более 30 000 копий). Альбом был переиздан на Rhino Records 20 августа 2002 года.

## Список композиций
1. «We Want the Airwaves» (Joey Ramone) — 3:22
2. «All’s Quiet on the Eastern Front» (Dee Dee Ramone) — 2:14
3. «The KKK Took My Baby Away» (Joey Ramone) — 2:32
4. «Don’t Go» (Joey Ramone) — 2:48
5. «You Sound Like You’re Sick» (Dee Dee Ramone) — 2:42
6. «It’s Not My Place (In the 9 to 5 World)» (Joey Ramone) — 3:24
7. «She’s a Sensation» (Joey Ramone) — 3:29
8. «7-11» (Joey Ramone) — 3:38
9. «You Didn’t Mean Anything to Me» (Dee Dee Ramone) — 3:00
10. «Come On Now» (Dee Dee Ramone) — 2:33
11. «This Business Is Killing Me» (Joey Ramone) — 2:41
12. «Sitting in My Room» (Dee Dee Ramone) — 2:30

### Rhino бонус-треки
1. «Touring» (1981 version) — 2:49
2. «I Can’t Get You Out of My Mind» (Joey Ramone) — 3:24
3. «Chop Suey» (alternate version) (Joey Ramone) — 3:32
4. «Sleeping Troubles» (demo) — 2:07
5. «Kicks to Try» (demo) — 2:09
6. «I’m Not an Answer» (demo) — 2:55
7. «Stares in This Town» (demo) — 2:26

## Участники записи

### Ramones
- Джоуи Рамон — вокал
- Джонни Рамон — гитара
- Ди Ди Рамон — бас, бэк-вокал
- Марки Рамон — ударные

### Дополнительные музыканты
- Dick Emerson — клавишные
- Dave Hassel — перкуссия
- Graham Gouldman — бэк-вокал
- Russell Mael — бэк-вокал
- Ian Wilson — бэк-вокал

### Дополнительный персонал
- Michael Somoroff — фото
- Sire Records — лейбл звукозаписи
- Graham Gouldman — продюсер
- Guy Juke — обложка